# Бобылёв, Александр Фадеевич
Александр Фадеевич Бобылёв (25 сентября 1963, Днепропетровск — 1 сентября 2014) — украинский государственный деятель, депутат Верховной Рады Украины VI созыва (2008—2012). Генерал-лейтенант милиции (04.12.2006).

## Биография
Родился 25 сентября 1963 года в городе Днепропетровске. По окончании школы проходил службу в Вооруженных силах. Свой путь в органах внутренних дел начал в 1985 году милиционером конвойного отделения при изоляторе временного содержания в УВД Днепродзержинска.
В 1989 году окончил Вологодскую специальную среднюю школу подготовки начальствующего состава МВД СССР.
С 1991 года работал в управлении уголовного розыска УМВД Украины в Днепропетровской области, в 1997 году был назначен на должность заместителя начальника этого управления.
В 1997 году окончил Донецкий институт внутренних дел по специальности «Правоведение».
В 1999 году назначен начальником Кировского райотдела Днепропетровского горотдела УМВД Украины в Днепропетровской области.
В 2001 году назначен начальником Днепродзержинского горотдела УМВД Украины в Днепропетровской области.
С января по сентябрь 2003 года работал начальником криминальной милиции в управлении МВД Украины Днепропетровской области.
С декабря 2003 года по март 2005 года — первый заместитель начальника Департамента ГСБЭП МВД Украины.
В марте 2005 года назначен начальником УМВД Украины в Луганской области.
С декабря 2007 года — начальник УМВД Украины в Днепропетровской области.
На досрочных выборах в Верховную Раду в 2007 году баллотировался в народные депутаты Украины по списку блока «Наша Украина — Народная самооборона» (№ 81), но тогда не прошёл.
После того, как в сентябре 2008 года Святослав Вакарчук заявил о своем нежелании быть народным депутатом, у Александра Бобылева, как следующий в избирательном списке, появился шанс занять его место.
22 декабря 2008 года Центральная избирательная комиссия признала Александра Бобылева избранным народным депутатом Украины в многомандатном общегосударственном избирательном округе. Председатель подкомитета по вопросам контроля за исполнением законов уполномоченными государством органами на борьбу с организованной преступностью и коррупцией Комитета по вопросам борьбы с организованной преступностью и коррупцией.
4 апреля 2009 года делегаты съезда политической партии «Вперёд, Украина!» проголосовали за избрание Александра Бобылева заместителем руководителя ПП «Вперёд, Украина!».
Умер 1 сентября 2014 года.

## Награды
- Почётный гражданин Днепродзержинска (2008).
- Заслуженный юрист Украины (29.11.2005)[3].